# Jaime Bassa
Jaime Andrés Bassa Mercado, més conegut com a Jaime Bassa, (Las Condes, 31 de març de 1977) és un advocat constitucionalista i professor universitari xilè. Entre juliol de 2021 i gener de 2022 exercí de vicepresident de la Convenció Constitucional xilena, i també membre electe d'aquesta institució representativa i col·legiada creada per a la redacció d'un projecte de nova constitució per a Xile.

## Trajectòria
Nascut el 1977 al municipi xilè de Las Condes, a la Regió Metropolitana de Santiago, es llicencià en dret a la Pontifícia Universitat Catòlica de Xile i doctorà de la mateixa especialitat a la Universitat de Barcelona. A nivell docent exercí com a professor de dret constitucional i teoria política a la Universitat de Valparaíso. A més, fou director del Centre d'Estudis Polítics i Constitucionals de Valparaíso.
Crític amb la Constitució de Xile de 1980, defensà la creació d'un nou procés constituent que complís amb els requisits de legitimitat democràtica. Fou un dels coordinadors de la campanya «Marca el teu vot» a la regió de Valparaíso, que tenia com a objectiu impulsar la creació d'una assemblea constituent, i també participà en cabildos i assemblees sobre el tema.
També intervingué en diferents comissions del Congrés Nacional de Xile.
S'inscrigué com a candidat independent a les eleccions constituents de Xile de 2021 en representació del districte 7 (Valparaíso, Concón, Viña de la Mar, Algarrobo, Cartagena, Casablanca, El Quisco, El Tabo, San Antonio, Santo Domingo, Illa de Pasqua i Juan Fernández), formant part de la llista Aprovo Dignitat, sota quota de Convergència Social. Resultà electe com un dels 155 membres de la Convenció Constitucional, obtenint la major majoria dins del seu districte. El 4 de juliol de 2021, durant la cerimònia inaugural de la Convenció Constitucional, fou triat vicepresident d'aquest organisme.

## Obres en castellà
- El estado constitucional de derecho: Efectos sobre la Constitución vigente y los derechos sociales (2008)
- La Constitución chilena: Una revisión crítica a su práctica política (2015)
- Constituyentes sin poder: Una crítica a los límites epistémicos del derecho moderno (2019)
- La Constitución que queremos (2020; editor)
- Chile decide: Por una nueva Constitución (2020)